# شارع سالم المبارك

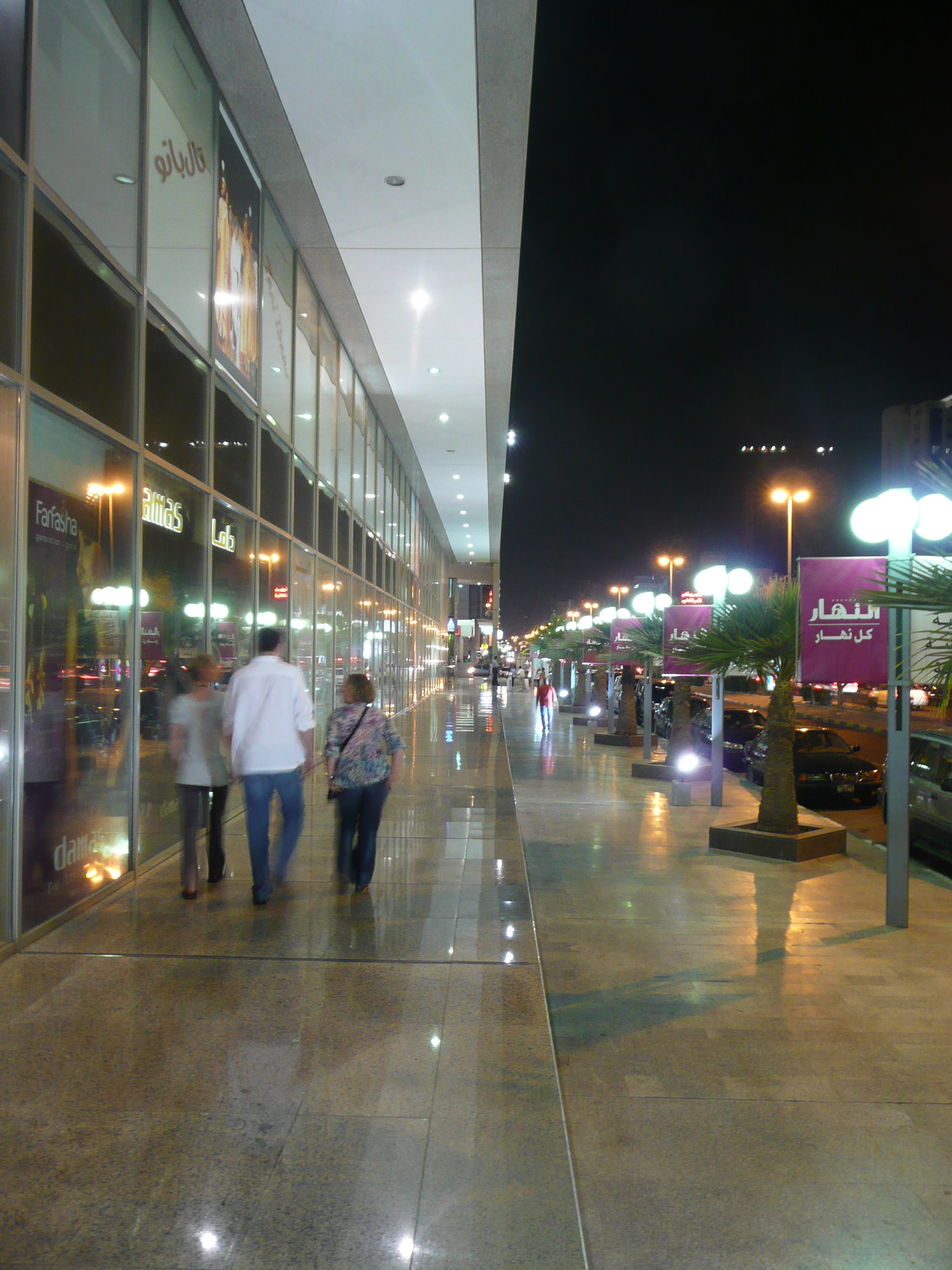
جانب من شارع سالم المبارك

شارع سالم المبارك يقع في منطقة السالمية، الكويت. تحديداً بعد نهاية طريق الدائري الرابع وحتى رأس السالمية (رأس الأرض). سمي بهذا الاسم نسبة إلى الشيخ سالم المبارك الصباح.
يعتبر من أهم الشوارع الحيوية في دولة الكويت حيث يضم العديد من المحلات والمقاهي والمجمعات التجارية الضخمة. أهمها:
- مجمع الفنار
- مجمع ليلى
- مركز سلطان
- ستاربكس
- مجمع البستان
- برايح سالم

كما توجد في الشارع الجامعة الأمريكية في الكويت.

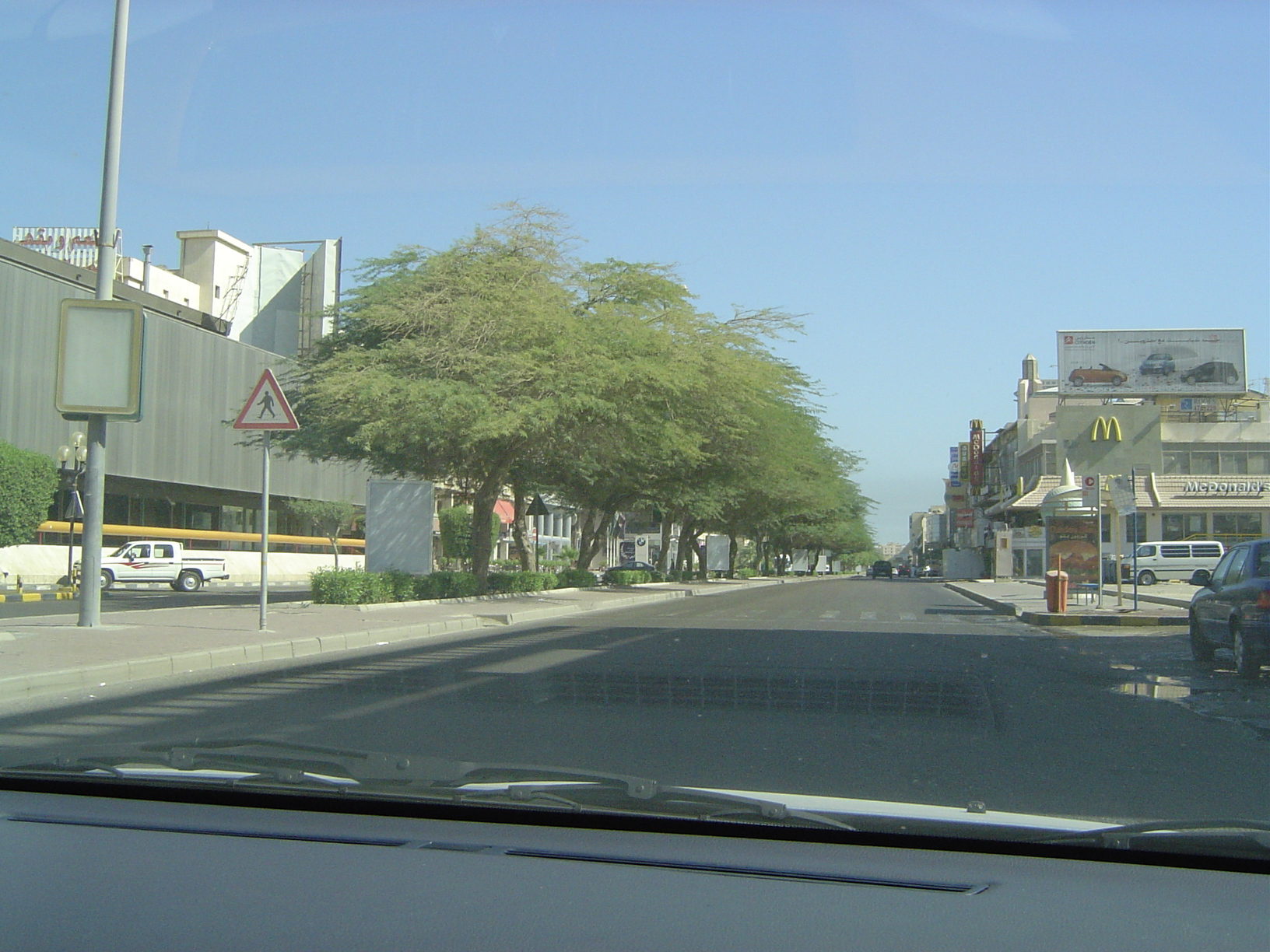
جانب من شارع سالم المبارك

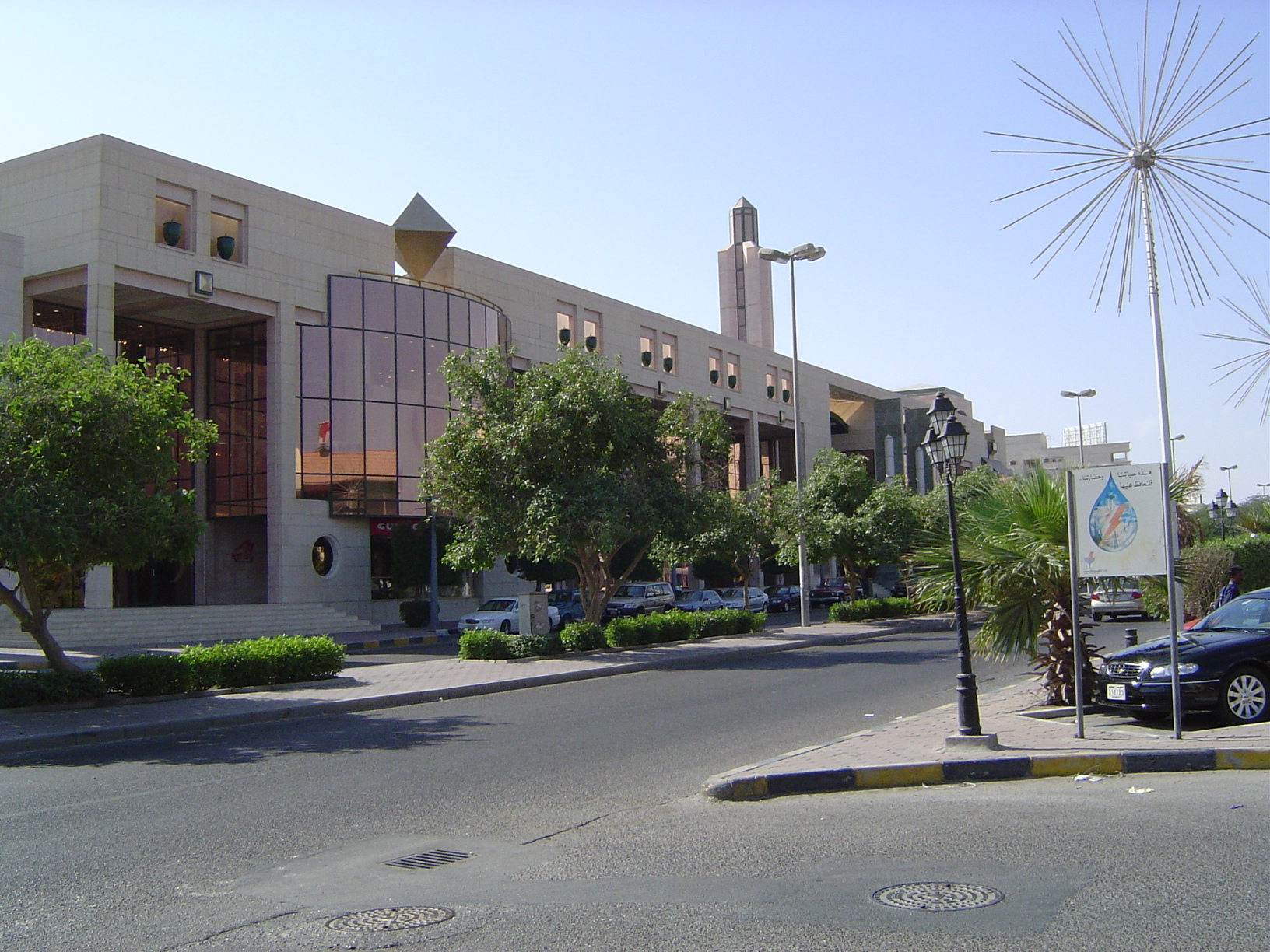
جانب من شارع سالم المبارك

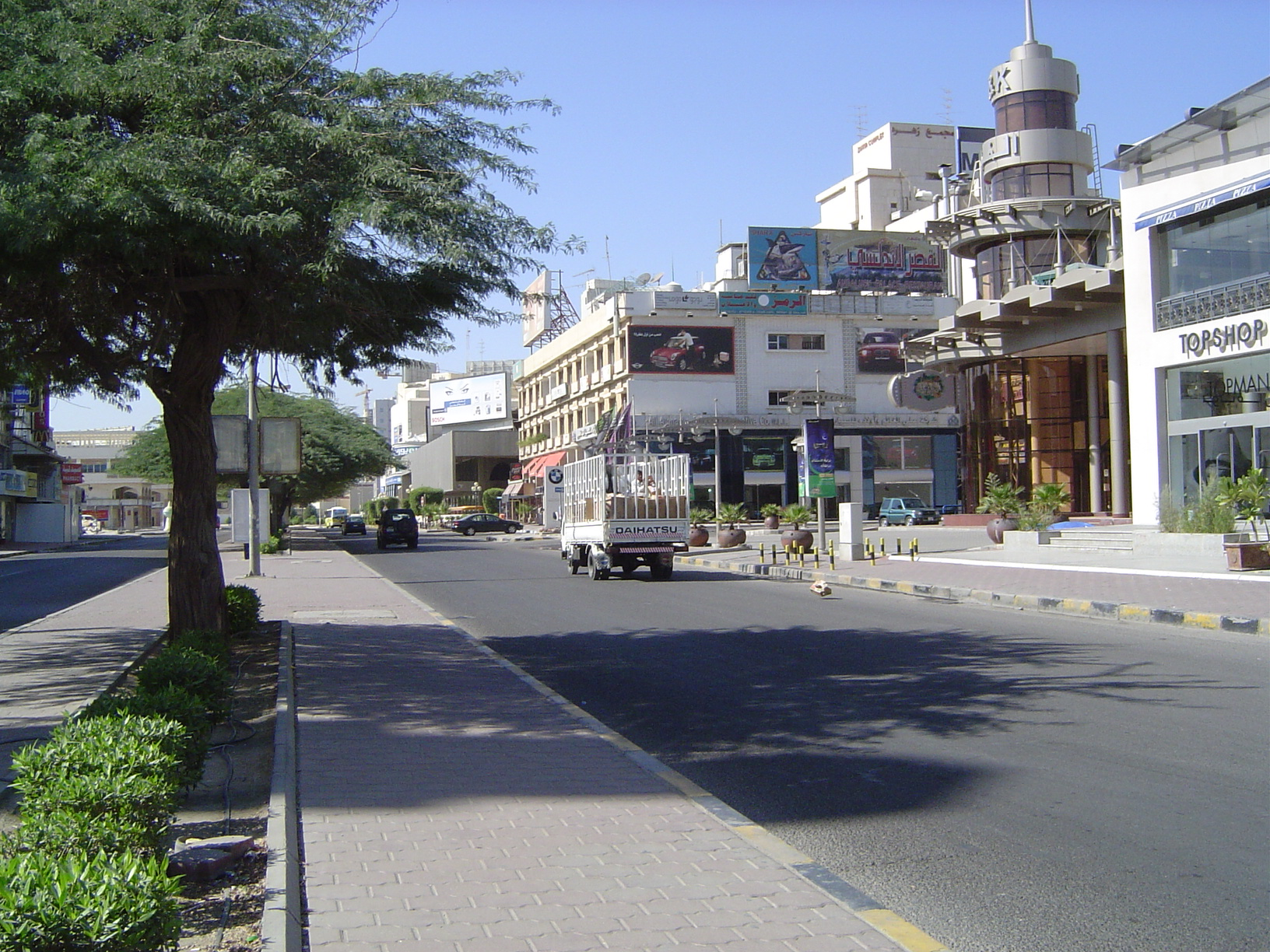
جانب من شارع سالم المبارك

وأيضاً منطقة برايح سالم.